# Auroriidae
Auroriidae es una familia de foraminíferos bentónicos de la Superfamilia Parathuramminoidea, del Suborden Fusulinina y del Orden Fusulinida. Su rango cronoestratigráfico abarca desde el Givetiense (Devónico medio) hasta el Fameniense (Devónico superior).

## Discusión
Clasificaciones más recientes incluirían Auroriidae en el Suborden Parathuramminina, del Orden Parathuramminida, de la Subclase Afusulinina y de la Clase Fusulinata.

## Clasificación
Auroriidae incluye a los siguientes géneros:
- Apertauroria †
- Auroria †